# Stummelschwanz-Zwergtyrann
Der Stummelschwanz-Zwergtyrann (Myiornis ecaudatus) ist eine in Südamerika vorkommende Schreivogelart aus der Familie der Tyrannen (Tyrannidae). Mit einer Länge von 6,5 Zentimetern und einem Gewicht von 4,2 Gramm gilt er als kleinster Sperlingsvogel weltweit.

## Beschreibung

### Aussehen
Die Stummelschwanz-Zwergtyrannen sind nahezu schwanzlos bzw. lassen nur einen sehr kurzen Stummelschwanz erkennen. Zwischen den Geschlechtern besteht kein Sexualdimorphismus. Kopf und Ohrdecken sind grau gefärbt. Der weiße Augenring verleiht dem Vogel das Aussehen eines Brillenträgers. Die Iris ist schwarzbraun. Das Rückengefieder sowie die Flügel sind olivgrün bis gelblich. Einige Federn der Handschwingen und Armschwingen sowie die kurzen Steuerfedern sind schwarz. Die Unterseite ist weißlich bis cremefarben. Der dunkle Schnabel ist für einen Vogel dieser Größe vergleichsweise lang. Füße und Beine sind fleischfarben.

### Lautäußerungen
Die vom Stummelschwanz-Zwergtyrann erzeugten Töne gleichen eher denjenigen, die Insekten oder Frösche von sich geben, und haben somit wenig Ähnlichkeit mit dem melodischen Gesang eines Vogels. Die Tonfolge ist meist schwach und schrill und klingt wie „crie'ie'ie- ki'i'i“.

## Verbreitung und Lebensraum
Das Verbreitungsgebiet der Stummelschwanz-Zwergtyrannen umfasst feuchte Wälder, Waldlichtungen und Parkanlagen im Norden von Südamerika. Das maximale Höhenvorkommen liegt bei 950 Metern. Neben der im Amazonasgebiet, im Osten von Peru und von Ecuador sowie im Norden Boliviens vorkommenden Nominatform Myiornis ecaudatus ecaudatus ist eine weitere Unterart bekannt:
- Myiornis ecaudatus miserabilis (Chubb, C, 1919) – Ost-Kolumbien, Venezuela, Guyana, Nord-Brasilien sowie Trinidad.

## Lebensweise
Die Vögel leben zumeist einzeln oder paarweise. Sie ernähren sich ausschließlich von Insekten und verbleiben das gesamte Jahr hindurch in ihren Revieren. Regional wurden unterschiedliche Brutzeiten festgestellt. Sie beginnen in Venezuela im Januar, in Kolumbien zwischen Februar und Mai, von Juni bis September in Brasilien sowie von August bis Oktober in Peru. Das sackförmige Nest wird aus Moos, verwelkten Gräsern und Wurzeln gefertigt und mit feinen Pflanzenfasern und Haaren ausgepolstert. Es ist mit einer kleinen Kuppel und einem seitlichen Einflugloch versehen und wird in Höhen zwischen einem und sechs Metern angelegt. In der Regel legt das Weibchen zwei Eier. Beide Eltern füttern die Nestlinge. Weitere Details zum Brutverhalten müssen noch erforscht werden.

## Gefährdung und Schutz
Die Stummelschwanz-Zwergtyrann ist in den meisten seiner Verbreitungsgebiete nicht selten und wird demzufolge von der Weltnaturschutzorganisation IUCN als  „Least Concern = nicht gefährdet“ klassifiziert. Aufgrund seiner geringen Größe wird er zuweilen übersehen.